# Na bojkom meste
Na bojkom meste (На бойком месте) è un film del 1911 diretto da Pёtr Čardynin.